# Улаангом
Улаангом (монг. Улаангом, букв. «красная долина», устаревшее — Улангом, Уланком, Улан-гол) — город в Монголии, административный центр аймака Увс. Расположен в 120 км к югу от границы с Россией. В городе расположено представительство российской Республики Тыва, в столице которой Кызыле, в свою очередь, находится представительство аймака Увс.

## История
Считается, что город был основан в 1686 году. В 1871 г. здесь основан монастырь Дечинравджаа. В конце XVII века на месте города существовали поля зерновых культур.

## Физико-географическая характеристика
Средняя высота над уровнем моря — 931 м. Улаангом расположен в 26 км на юго-запад от побережья озера Убсунур, к северу от подножия гор Хархира. Климат резко континентальный, полупустынный (классификация климатов Кёппена — BSk), с длинной, малоснежной и очень холодной зимой и коротким летом. Улаангом — одно из наиболее холодных и резкоконтинентальных мест в Монголии. Температура зимой может опускаться до −50 °C, однако летом иногда поднимается до +40 °C, климат города очень напоминает Читу и абсолютный минимум также равен Чите, а минимум февраля равен минимуму декабря Читы, годовой абсолютный перепад температуры в Улаангоме один из самых высоких в Монголии и составляет 89.4° С, перепад за первое полугодие равен 86.9°, а с марта по июль 87.5°, в мае температура может достигать +36°, а в июне превысить +37°, при этом уже с декабря возможны морозы за -45°, а с декабря по февраль оттепели исключены, в январе дневная температура в среднем не выше -26°, а ночная падает до -37°, с середины февраля средняя суточная температура поднимается выше -30°, с середины апреля выше 0°, а с середины сентября понижается ниже +10°, с 16-17 октября ниже 0°, а с 13-14 ноября ниже -10°, с 13-14 декабря ниже -25°, из-за северо-западного нахождения это одна из самых жарких летних точек Монголии, благодаря чему абсолютная амплитуда может достичь практически 90°. 
| Показатель                    | Янв.  | Фев.  | Март  | Апр.  | Май  | Июнь | Июль | Авг. | Сен. | Окт.  | Нояб. | Дек.  | Год   |
| ----------------------------- | ----- | ----- | ----- | ----- | ---- | ---- | ---- | ---- | ---- | ----- | ----- | ----- | ----- |
| Абсолютный максимум, °C       | −12   | −6,2  | 8,7   | 28,0  | 35,9 | 37,3 | 39,8 | 36,7 | 30,0 | 24,6  | 8,2   | −0,5  | 39,8  |
| Средний суточный максимум, °C | −26   | −23,4 | −11,6 | 6,5   | 19,0 | 24,5 | 25,4 | 23,3 | 17,3 | 7,2   | −5,8  | −21,2 | 2,9   |
| Средняя температура, °C       | −32,1 | −29,8 | −18,5 | 0,2   | 11,4 | 17,5 | 18,9 | 16,6 | 10,0 | 0,4   | −10,5 | −25,5 | −3,4  |
| Средний суточный минимум, °C  | −36,6 | −35,4 | −24,9 | −6    | 3,7  | 10,1 | 12,2 | 9,7  | 3,3  | −5,4  | −15,6 | −30,6 | −9,6  |
| Абсолютный минимум, °C        | −49,6 | −47,7 | −47,7 | −24,7 | −8,3 | −3,1 | 0,4  | 0,2  | −8,7 | −22,5 | −35,3 | −45,2 | −49,6 |
| Норма осадков, мм             | 1,8   | 1,8   | 3,4   | 3,9   | 6,3  | 26,2 | 35,0 | 22,8 | 13,4 | 4,6   | 6,8   | 4,0   | 130   |
| Источник:                     |       |       |       |       |      |      |      |      |      |       |       |       |       |

## Население
Население города по переписи 2000 г. составляло 26 319 человек, оценка на 2006 г. — 23 000 человек, оценка на конец 2008 г. — 22 300 человек или 28,9 % от всего населения Убсунурского аймака. В пригородной части города выделяются два района: монг. Чандмань и монг. Улиасны Хэв.

## Культура
В городе сохранились памятники социалистического периода, в частности, памятник Ю. Цеденбалу, уроженцу Убсунурского аймака и бывшему руководителю Монголии, перед зданием администрации аймака. Также в городе есть несколько образовательных и культурных учреждений, в том числе филиал университета, профессиональное училище и 5 средних школ.

## Транспорт
Улаангом соединён шоссе с пограничным переходом «Боршоо»/«Хандагайты» на российской границе. На территории России автодорога носит название Чадан — Хандагайты (бывшая А163). Электричество в город поставляется с территории Российской Федерации. В городе имеется аэропорт, который связан прямыми рейсами с Улан-Батором (компании Аэро Монголия и Изинис Эйруэйз), Ховдом и Улгием.